# Tour Albert
Pour les articles homonymes, voir Albert.
La tour Albert ou tour Croulebarbe est un immeuble d'habitation situé dans le 13e arrondissement de Paris, au 33 rue Croulebarbe. Construit par l'architecte Édouard Albert de 1958 à 1960 en collaboration avec Robert Boileau et Jacques Henri-Labourdette, il s'agit du premier gratte-ciel de logements de la capitale française.

## Historique
La construction de la tour Albert s'inscrit dans un projet d'urbanisme visant à relier la rue Croulebarbe à l'avenue de la Sœur-Rosalie, séparées par un fort dénivelé ; mais le projet est abandonné car la RATP refuse qu'une passerelle soit construite au-dessus de la gare d'entretien qu'elle occupe. La tour se distingue nettement des bâtiments environnants par sa hauteur et son style architectural.
L'immeuble est inscrit à l'inventaire supplémentaire des monuments historiques en 1994 à l'initiative d'Anne Coutine, urbaniste et fille de l'architecte de l'immeuble Édouard Albert.
L'immeuble est restauré en 2005 par l'architecte Gorka Piqueras,.
En même temps que d'autres réalisations architecturales des années 1950, la tour Croulebarbe connaît un regain d'intérêt des investisseurs à la fin des années 2010 avec fin 2017 des prix de vente allant jusqu'à 9 000 euros le mètre carré, soit 1 000 euros de plus que la moyenne du 13e arrondissement.
En 2018, elle est l'un des décors du film Plaire, aimer et courir vite, dont l'action se déroule au début des années 1990. Un appartement du 22e étage est utilisé pour loger Jacques, écrivain.

## Description
La tour Albert est située au 33, rue Croulebarbe, dans le 13e arrondissement de Paris. Elle mesure 67 mètres de haut sur 23 étages, et compte 110 appartements,. Sa structure porteuse est composée de tubes d'acier creux de 19,1 à 21,6 centimètres remplis de béton. Les étages sont constitués de dalles de béton armé posées sur les tubes. La structure est renforcée par un double entrecolonnement longitudinal et par un contreventement de croix de saint André. Cette structure tubulaire, partiellement visible en façade, est caractéristique des réalisations d'Albert, comme le campus de Jussieu. La façade alterne des fenêtres avec allèges translucides (à l'origine du moins, certaines d'entre elles ayant été remplacées par des allèges transparentes) et des panneaux en acier inoxydable.
Le 6e étage est une terrasse ; son plafond de 600 mètres carrés a été peint en noir et blanc par Jacques Lagrange. Elle est prévue pour être ouverte au public, mais en raison de l'abandon du projet de passerelle entre la rue Croulebarbe et l'avenue de la Sœur-Rosalie (qui aurait enjambé les voies de garage du métro), elle n'a jamais été rendue accessible. Une autre terrasse se trouve au 22e étage.

La tour Albert dans les années 2010
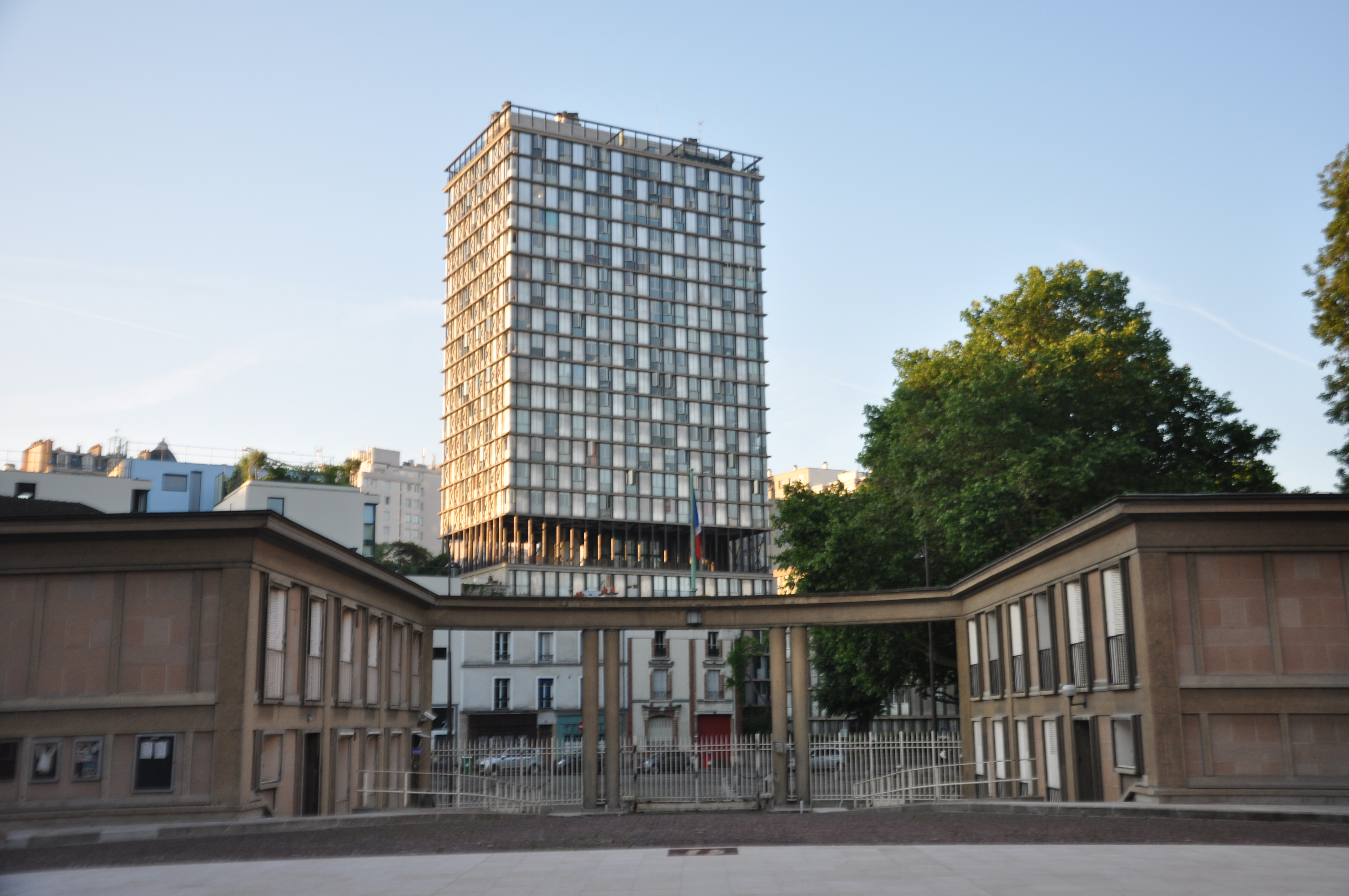
Vue de la cour du Mobilier national (2017).
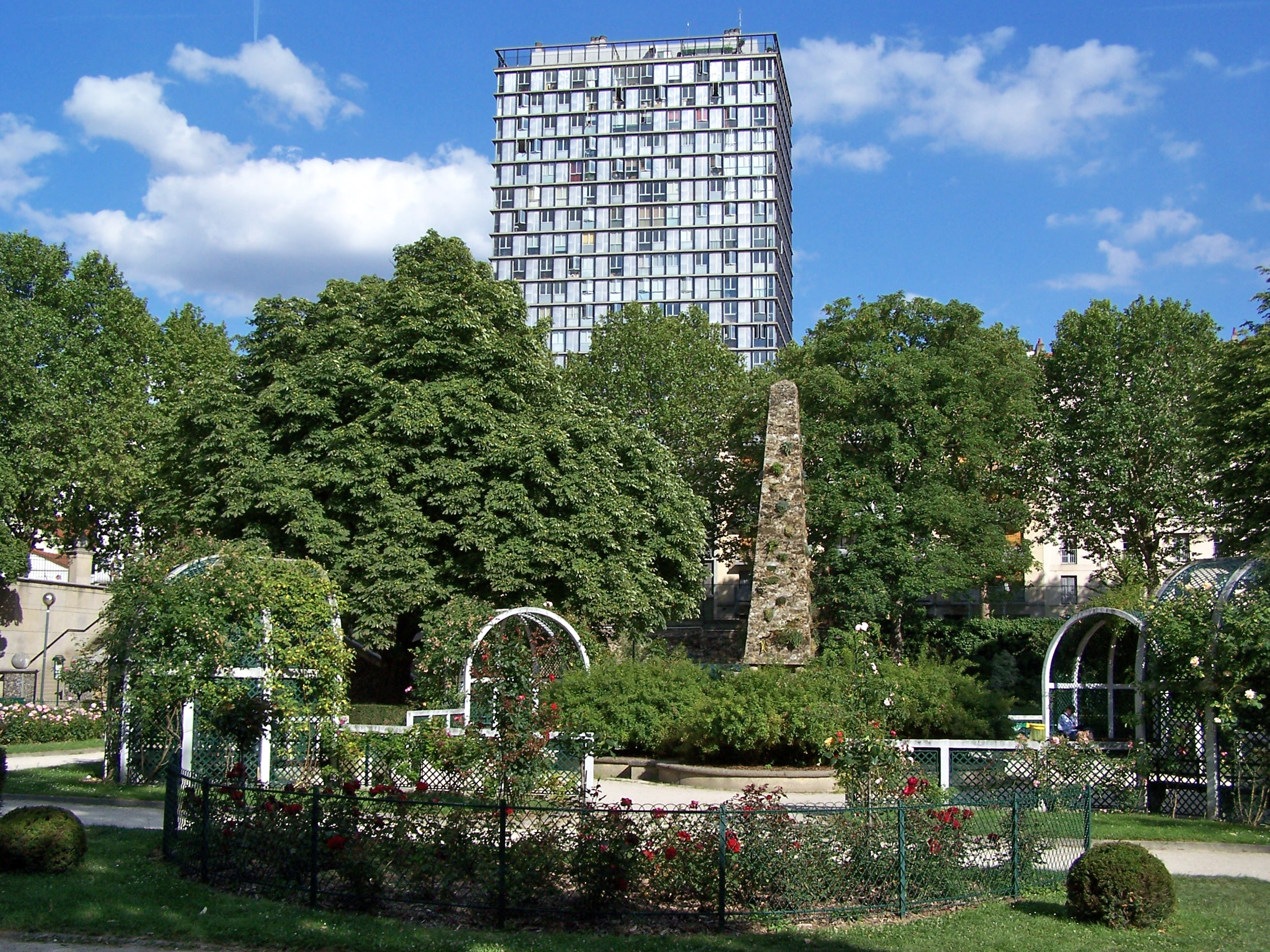
Vue du square René-Le Gall (2011).
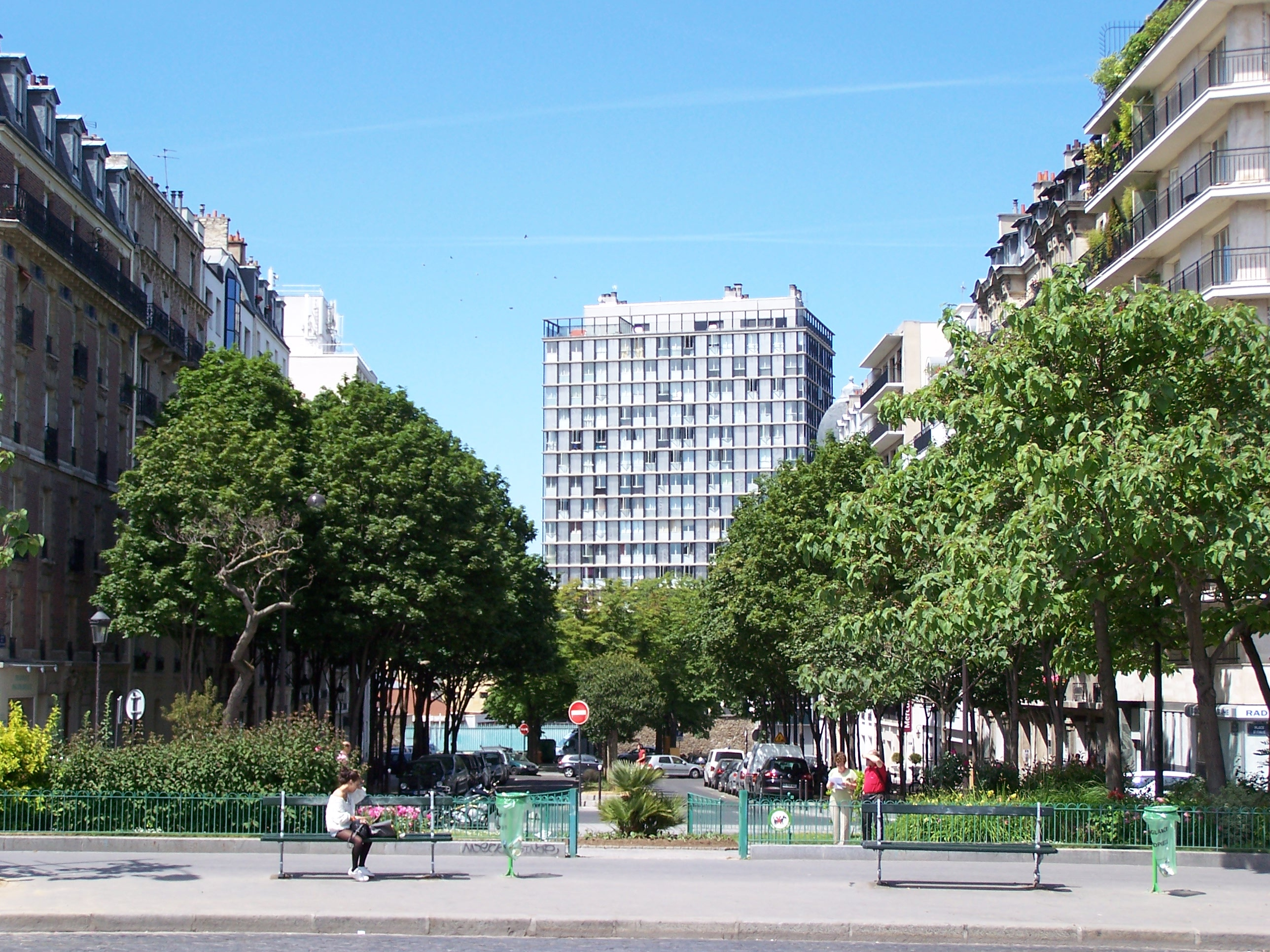
Vue de l'avenue de la Sœur-Rosalie (2011).
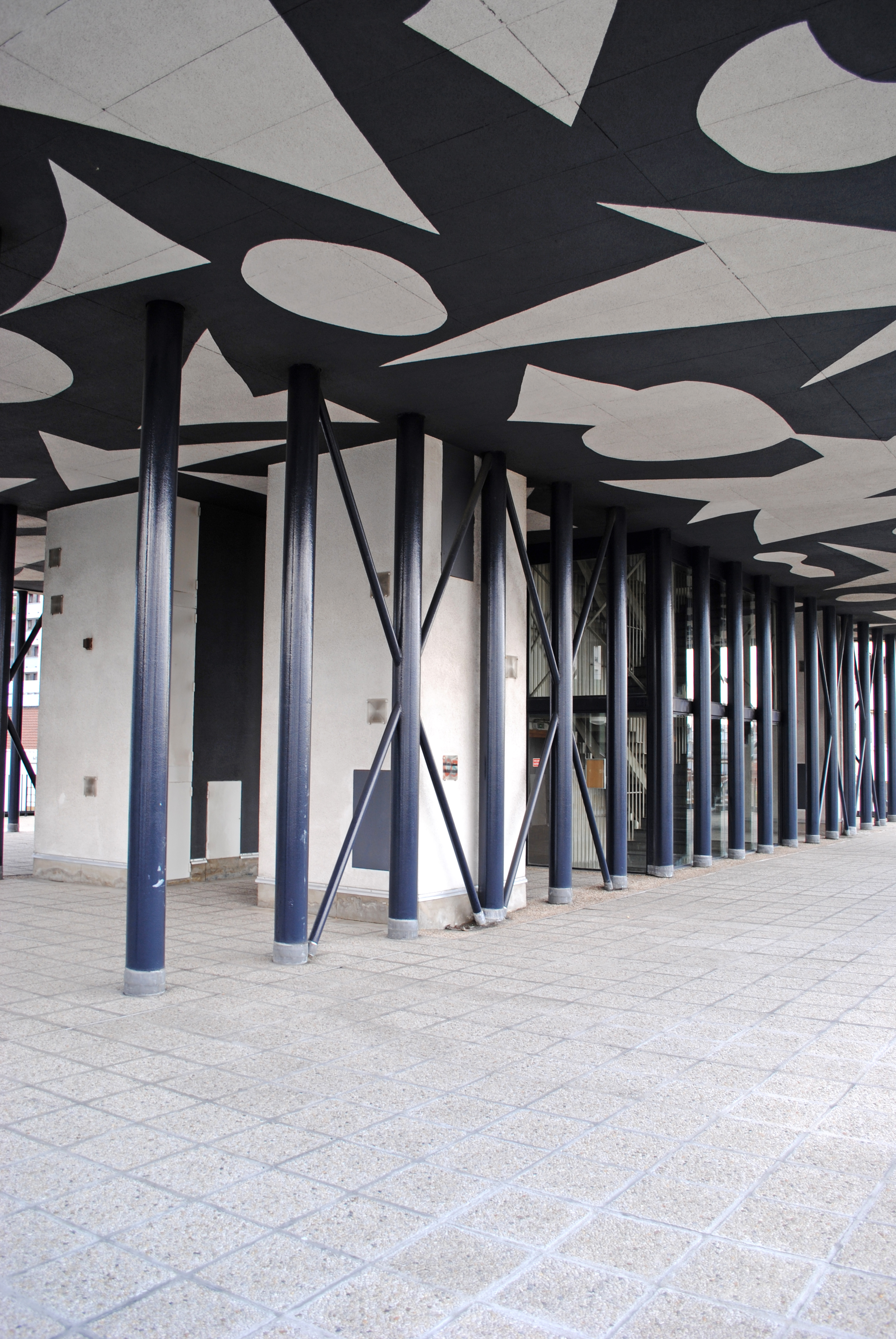
Plafond de la terrasse conçu par Jacques Lagrange (2012).

## Accès
La tour Albert est accessible par la ligne 7 à la station Les Gobelins et la ligne 6 à la station Corvisart.